# Dajana Dengscherz
Dajana Dengscherz (3 dicembre 1996) è un'ex sciatrice alpina austriaca.

## Biografia
Attiva in gare FIS dal novembre del 2011, in Coppa Europa la Dengscherz ha esordito il 13 gennaio 2014 a Innerkrems in supergigante (76ª) e ha ottenuto il primo podio il 10 dicembre 2015 a Lillehammer Kvitfjell nella medesima specialità (3ª); ha debuttato in Coppa del Mondo il 19 dicembre dello stesso anno a Val-d'Isère in discesa libera (41ª). Il 9 dicembre 2016 ha ottenuto a Kvitfjell in supergigante la sua unica vittoria in Coppa Europa e il 19 febbraio 2017 è salita per l'ultima volta sul podio nel circuito continentale, classificandosi 3ª nella discesa libera di Crans-Montana. Ai Mondiali juniores di Åre 2017 ha vinto la medaglia di bronzo nel supergigante del 9 marzo.
Si è ritirata al termine della stazione 2017-2018; la sua ultima gara in Coppa del Mondo è stata la combinata di Lenzerheide del 26 gennaio, che non ha completato, e la sua ultima gara in carriera è stata il supergigante dei Campionati svizzeri 2018, il 6 aprile a Davos, che la Dengscherz non ha completato. Non ha preso parte a rassegne olimpiche o iridate.

## Palmarès

### Mondiali juniores
- 1 medaglia:
  - 1 bronzo (supergigante a Åre 2017)

### Coppa del Mondo
- Miglior piazzamento in classifica generale: 129ª nel 2016

### Coppa Europa
- Miglior piazzamento in classifica generale: 14ª nel 2017
- 5 podi:
  - 1 vittoria
  - 4 terzi posti

#### Coppa Europa - vittorie
| Data            | Località              | Paese    | Specialità |
| --------------- | --------------------- | -------- | ---------- |
| 9 dicembre 2016 | Lillehammer Kvitfjell | Norvegia | SG         |

Legenda:

SG = supergigante